# Antonio Catania
Antonio Catania ( Acireale, Sicilia, 22 de febrero de 1952) es un actor italiano.

## Biografía
Nacido en Acireale, provincia de Catania, Antonio Catania estudió interpretación en la Escuela Dramática del Piccolo Teatro de Milán. Después de graduarse comenzó una intensa carrera escénica, trabajando a menudo con Gabriele Salvatores en la compañía teatral Compagnia dell'Elfo. 
Tras varios papeles menores, en la década de 1990 Catania apareció en películas dirigidas por Silvio Soldini, Carlo Verdone, Leone Pompucci, Nanni Moretti y Gabriele Salvatores. Como actor de televisión, ha intervenido en las series Zanzíbar, Boris y The Bad Guy .

## Filmografía
| - Mediterráneo (1991) - Puerto Escondido (1992) - Mille bolle blu (1993) - Camerieri (1995) - Bits and Pieces (1996) - Vesna Goes Fast (1996) - Penniless Hearts (1996) - Physical Jerks (1997) - Nirvana (1997) - The Game Bag (1997) - The Dinner (1998) - That's Life (1998) - Outlaw (1999) - Bread and Tulips (2000) - This Is Not Paradise (2000) - Ask Me If I'm Happy (2000) - The Council of Egypt (2002) - Bimba - È clonata una stella (2002) | - The Legend of Al, John and Jack (2002) - It Can't Be All Our Fault (2003) - Secret File (2003) - Love Is Eternal While It Lasts (2004) - The Bodyguard's Cure (2006) - Night Bus (2007) - Paul VI: The Pope in the Tempest (2008) - The Worst Week of My Life (2011) - The Worst Christmas of My Life (2012) - Boris: The Film (2011) - Them Who? (2015) - Belli di papà (2015) - I babysitter (2016) - Dreamfools (2018) - When Mom Is Away (2019) - Odissea nell'ospizio (2019) - Improvvisamente Natale (2022) |